# Nye County
Nye County je okres ve středu a na jihu státu Nevada ve Spojených státech amerických. Žije zde přibližně 52 tisíc obyvatel. Správním sídlem okresu je Tonopah, přičemž v okrese se nenachází žádná obec a všechna sídla se nacházejí v nezařazeném území. Celková rozloha okresu činí 47 135 km², takže je největším okresem státu. Založen byl roku 1864 a pojmenován byl podle senátora Jamese W. Nye z Nevady.
Okres hraničí na jihozápadě se státem Kalifornie.